# Kritická perioda

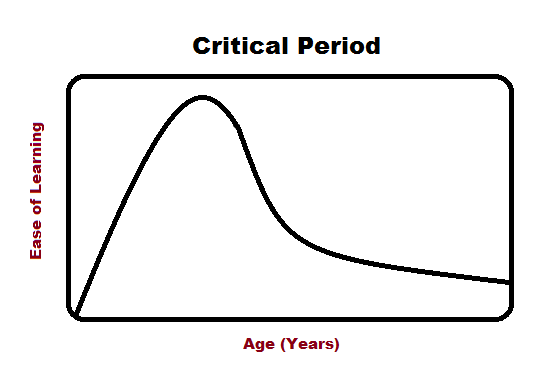
Kritická perioda

Kritická perioda je v teratologii období, ve kterém je možné zevním zásahem ovlivnit/narušit vývoj daného orgánu (např. plodu před narozením). Vnější faktory, kterými lze vývoj narušit, se nazývají teratogeny.
Ve vývojové psychologii se termín senzitivní perioda používá pro období ve vývoji, kdy má živočich nejlepší predispozice pro osvojení si určité vlastnosti, dovednosti. Např. u psů se vyskytuje senzitivní (kritická) perioda "vtištění" mezi 18. dnem života a končí okolo 6. až 7. týdne života. Pokud si pes během této doby nezvykne na vtištění člověka do jeho života, je pravděpodobné, že za sociálního partnera ho nebude považovat nikdy. (Poté už je možné jen ochočení bez citové vazby páníček-pes.)
U lidí se tyto periody vyskytují též, ale s možností si ony dovednosti do určité míry osvojit i později. Do roku 2003 se psychologové domnívali, že toho docílit nelze, poté se však díky případu zdivočelé dívky Genie Wiley přesvědčili, že to částečně možné je. Genie žila 13 let v extrémní izolaci, rodiče na ni nemluvili ani se o ni nestarali, tudíž si neměla kde osvojit základní vlastnosti jako jazyk nebo chůzi. Senzitivní perioda (podle M. Montessori) u lidí k osvojení řeči je do 6 let, k osvojení chůze a pohybu od 1 do 4 let a osvojení sociálních interakcí od 2 do 6 let. Genie ve svých 13 letech neměla osvojenou ani jednu z těchto dovedností, přesto se dokázala naučit nepatrně komunikovat a osvojila si i chůzi (i když stále na úrovni zdivočelé dívky).
U psů je tomu trochu jinak. Rakouský etolog Eberhard Trumler provedl pokus, kdy štěňata zdomácnělého psa mezi 3. až 8. týdnem života nebyla podrobena interakci s lidmi (hlazení, hraní si atd.). Tito psi se lidí stranili a už nebylo možno je naučit přítulnosti.